# Октябрина (Свердловская область)
Октябрина — деревня в городском округе Богданович Свердловской области. Управляется Байновским сельским советом.

## География
Населённый пункт расположен на левом берегу реки Полдневая в 19 километрах на юго-восток от административного центра округа — города Богданович.
В окрестностях посёлка к северу расположен рудник по добыче огнеупорной глины на Троицко-Байновское месторождении.

### Часовой пояс
Октябрина, как и вся Свердловская область, находится в часовой зоне МСК+2. Смещение применяемого времени относительно UTC составляет +5:00.

## Население
| 2002 | 2010 | 2021 |
| ---- | ---- | ---- |
| 175  | ↘117 | ↘91  |

## Инфраструктура
Деревня разделена на две улицы (Лесная, Черемушки).